# Мурат, Каро
Каро Мурат (англ. Karo Murat, род. 2 сентября 1983 года) — немецкий боксёр-профессионал армянского происхождения, выступающий в полутяжёлой весовой категории (англ. Light Heavyweight). Чемпион Европы (по версии EBU, 2008—2009 Второй средний вес; 2017 Полутяжёлый вес). Чемпион мира (по версии IBO, 2018—н. в. Полутяжёлый вес).

## Профессиональная карьера
На профессиональном ринге Мурат дебютировал в сентябре 2006 года в полутяжёлом весе. Первый год выходил на ринг против низкорейтинговых боксёров.
В августе 2007 года победил очень стойкого багамского боксёра, Джереми Мэки (15-1). В декабре 2007 года нокаутировал доминиканца, Эмильяно Цейтано (16-1).
В феврале 2008 года Каро нокаутировал россиянина Сергея Харченко, и завоевал вакантный титул EBU-EE.
В апреле 2008 года Каро Мурат вышел на ринг с опытным оппонентом, итальянцем Кристианом Санавией (40-3-1), и завоевал титул чемпиона Европы по версии EBU.
20 сентября 2008 года, в первой защите титула, встретился с испанцем Габриэлем Кампильо. Бой вышел достаточно конкурентным, и с небольшим преимуществом Мурат победил, и сохранил чистый послужной список.
В 2009 году, в повторной встрече с итальянцем, Каро нокаутировал Кристиана Санавию, а в сентябре завоевал титул интерконтинентального чемпиона WBO, победив итальянца российского происхождения Сергея Демченко.
Дважды защитил титул, и в сентябре 2009 года вышел на бой за звание обязательного претендента по версии WBO с непобеждённым британцем Натаном Клеверли (19-0). Клеверли нокаутировал Мурата в 10-м раунде, и нанёс ему первое поражение в карьере.
Мурат снова победил двух рейтинговых боксёров, и вышел на ещё один элиминатор. В бою за звание обязательного претендента по версии IBF он встретился с бывшим соперником испанцем Габриэлем Кампильо. Поединок вышел ещё более конкурентным, чем первый, и бой закончился вничью. Было решено что оба боксёра проведут чемпионские бои, но первым на титульный бой выйдет Кампильо. Мурат тем временем провёл рейтинговый бой против грузина Сандро Сипорошвили, и выиграл его нокаутом в 7-м раунде.
24 марта 2018 года, победил американца Трэвиса Ривза техническим нокаутом в 12-м раунде, и завоевал вакантный титул чемпиона мира по версии IBO. 15 декабря 2018 года проиграл единогласным судейским решением шведскому боксёру Свен Форнлинг (14-1) и утратил титул чемпиона мира по версии IBO.

## Статистика профессиональных боёв
В таблице перечислены результаты всех поединков боксёров.
В каждой строке указан результат поединка. Дополнительно номер поединка обозначен цветом, который обозначает итог поединка. Расшифровка обозначений и цветов представлена в нижеследующей таблице.
| Пример | Расшифровка                     |
| ------ | ------------------------------- |
|        | Победа                          |
|        | Ничья                           |
|        | Поражение                       |
|        | Планируемый поединок            |
|        | Поединок признан несостоявшимся |
| КО     | Нокаут                          |
| ТКО    | Технический нокаут              |
| PTS    | Решение судей (по очкам)        |
| UD     | Единогласное решение судей      |
| MD     | Решение большинства судей       |
| SD     | Раздельное решение судей        |
| RTD    | Отказ от продолжения боя        |
| DQ     | Дисквалификация                 |
| NC     | Поединок признан несостоявшимся |

| 37 поединков, 32 победы (21 нокаутом), 1 ничья, 4 поражения | 37 поединков, 32 победы (21 нокаутом), 1 ничья, 4 поражения | 37 поединков, 32 победы (21 нокаутом), 1 ничья, 4 поражения | 37 поединков, 32 победы (21 нокаутом), 1 ничья, 4 поражения | 37 поединков, 32 победы (21 нокаутом), 1 ничья, 4 поражения | 37 поединков, 32 победы (21 нокаутом), 1 ничья, 4 поражения | 37 поединков, 32 победы (21 нокаутом), 1 ничья, 4 поражения                                                       | 37 поединков, 32 победы (21 нокаутом), 1 ничья, 4 поражения |
| Бой                                                         | Рекорд                                                      | Дата боя                                                    | Соперник                                                    | Место проведения боя                                        | Раундов, время                                              | Дополнительно |                                                             |
| ----------------------------------------------------------- | ----------------------------------------------------------- | ----------------------------------------------------------- | ----------------------------------------------------------- | ----------------------------------------------------------- | ----------------------------------------------------------- | --- | ----------------------------------------------------------- |
| 38                                                          |                                                             | 2020                                                        |                                                             | Гамбург, Германия                                           | (6)                                                         | |                                                             |
| 37                                                          | 32-4-1                                                      | 15 декабря 2018                                             | Свен Форнлинг (14-1)                                        | Sporthalle, Гамбург, Германия                               | UD (12)                                                     | Счёт: 110-115, 109-116, 110-115. Защита титула чемпиона мира по версии IBO (1-я защит Мурата) в полутяжёлом весе. |                                                             |